# カンバタ族
カンバタ族（カンバタぞく、Kambata）は、ケニアおよびエチオピアに住むハム系部族。ケンバタ族（Kembata）とも。

## 居住地
ケニア北西部の半砂漠に住んでいる。エチオピアでは中部エチオピア州のケンバタ・テンバロ県に多数居住している。

## 生活
畑地に散居して家屋敷を作って暮らす。エンセーテ、雑穀を主食とする。

## 宗教
一部にイスラム教徒、キリスト教徒がいる。